# Бетлегем (Нью-Йорк)
Бетлегем (англ. Bethlehem) — місто (англ. town) в США, в окрузі Олбані штату Нью-Йорк. Населення — 35 034 особи (2020).

## Демографія
Згідно з переписом 2010 року, у місті мешкало 33 656 осіб у 13 457 домогосподарствах у складі 9172 родин. Було 14029 помешкань
Расовий склад населення:
| - 91,9 % — білих - 3,2 % — азіатів - 2,6 % — чорних або афроамериканців - 0,1 % — корінних американців |

До двох чи більше рас належало 1,6 %. Частка іспаномовних становила 2,7 % від усіх жителів.
За віковим діапазоном населення розподілялося таким чином: 24,5 % — особи молодші 18 років, 60,3 % — особи у віці 18—64 років, 15,2 % — особи у віці 65 років та старші. Медіана віку мешканця становила 43,6 року. На 100 осіб жіночої статі у місті припадало 92,2 чоловіків;  на 100 жінок у віці від 18 років та старших — 88,3 чоловіків також старших 18 років.
Середній дохід на одне домашнє господарство  становив 125 738 доларів США (медіана — 96 384), а середній дохід на одну сім'ю — 154 137 доларів (медіана — 125 092). Медіана доходів становила 77 421 долар для чоловіків та 61 402 долари для жінок. За межею бідності перебувало 5,0 % осіб, у тому числі 4,9 % дітей у віці до 18 років та 3,5 % осіб у віці 65 років та старших.
Цивільне працевлаштоване населення становило 18 384 особи. Основні галузі зайнятості: освіта, охорона здоров'я та соціальна допомога — 31,0 %, публічна адміністрація — 13,8 %, науковці, спеціалісти, менеджери — 13,4 %.